# Faluya
Faluya (en árabe: فلوجة; a veces transliterado como Faluyah, Falluja, Fallouja o Fallujah) es una ciudad iraquí, situada en la Gobernación de Ambar, situada a unos 69 km al oeste de Bagdad, en las orillas del Éufrates. En Irak es conocida como la "Ciudad de las Mezquitas" porque hay más de doscientas en la ciudad y los pueblos de los alrededores. Es uno de los lugares más importantes para los sunníes. En tiempos de la antigua Babilonia, fue la sede de una de las más importantes academias talmúdicas del país. 
Está considerada como un bastión histórico de la insurgencia musulmana suní contra las fuerzas de invasión estadounidenses y en contra de los sucesivos gobiernos de mayoría chií que siguieron al derrocamiento de Saddam Hussein en 2003.
En 2010 la ciudad contaba con 326.471 habitantes. 
En enero de 2014 se convirtió en la primera ciudad de Irak que cayó en manos de la organización terrorista Estado Islámico. En mayo de 2016 se inició la operación de liberación por parte del ejército y el 17 de junio de 2016 el primer ministro iraquí Haidar al Abadi anunció oficialmente que la ciudad había sido recuperada. Según Naciones Unidas la población de Faluya en 2016 podría alcanzar las 90.000 personas.

## Guerra de Irak
Tras la invasión de Irak por parte de una coalición internacional liderada por Estados Unidos en 2003, la ciudad fue escenario de dos batallas urbanas independientes en 2004 entre fuerzas invasoras y la resistencia autóctona. El segundo enfrentamiento es calificado por fuentes del cuerpo de Marines estadounidense como la peor batalla urbana desde la batalla de Huế, en Vietnam, 1968.

## Guerra contra el Estado Islámico
En enero de 2014 Faluya se convirtió en la primera ciudad iraquí en caer en manos del grupo terrorista Estado Islámico con la Caída de Faluya.
El 23 de mayo de 2016 se inició una ofensiva liderada por Estados Unidos con ataques aéreos apoyando al ejército iraquí para recuperar la ciudad en el marco de lograr mayor seguridad para la capital, ya que se estimaba que en Faluya el Estado Islámico tenía su plataforma de lanzamiento para los ataques con bomba contra Bagdad.
Tras varias semanas de enfrentamientos, y con la intervención de Rusia, el 17 de junio de 2016 el primer ministro iraquí Haidar al Abadi anunció oficialmente la recuperación del centro de la ciudad y los edificios oficiales aunque reconoció que todavía se estaban produciendo enfrentamientos entre las fuerzas oficiales y los yihadistas en la zona norte. Finalmente, el 26 de junio de 2016 se conquistó por completo la ciudad de manos de Dáesh.